# Champaign (gruppo musicale)
Gli Champaign sono un gruppo musicale statunitense, attivi dal 1981.

## Storia
Il complesso si è formato nella città di Champaign.
Hanno esordito con il singolo How 'Bout Us, canzone che, nel 1981, è riuscita ad arrivare 5° nella UK Singles Chart. É il brano più popolare e apprezzato della band, oltre ad essere un classico del genere soul.
Nel 1983 è uscito il loro secondo lavoro, Modern Heart. L'album contiene Try Again, hit che è stata inclusa nella lista Billboard Hot 100 (alla posizione numero 23).
A metà degli anni Ottanta, Pauli Carman, leader del gruppo, intraprende una carriera solista. Gli Champaign, dopo un periodo di inattività durato circa cinque anni, tornano ad esibirsi insieme e a produrre nuove opere.

## Formazione
- Pauli Carman, Rena Day  - voce
- Michael Day, Dana Walden - tastiere
- Howard Reeder - chitarra elettrica
- Michael Reed - basso elettrico
- Rocky Maffitt - batteria

## Discografia
- 1981 - How 'Bout Us
- 1983 - Modern Heart
- 1984 - Woman in Flames
- 1991 - Champaign IV
- 2008 - Carma
- 2010 - Get Back 2 Love
- 2013 - Love Kind
- 2014 - Eyes of the Spirit